# 逆波兰表示法
逆波兰表示法（英語：Reverse Polish notation，縮寫RPN，或逆波兰记法、逆卢卡西维茨记法），是一种由波兰数学家扬·卢卡西维茨于1920年引入的数学表达式形式，在逆波兰记法中，所有操作符置于操作数的后面，因此也被称为后缀表示法、後序表示法。逆波兰记法不需要括号来标识操作符的优先级。
逆波兰结构由弗里德里希·L·鲍尔和艾兹格·迪科斯彻在1960年代早期提议用于表达式求值，以利用堆栈结构减少计算机内存访问。逆波兰记法和相应的算法由澳大利亚哲学家、计算机学家查尔斯·伦纳德·汉布林在1960年代中期扩充。
在1960和1970年代，逆波兰记法广泛地被用于台式计算器，因此也在普通公众（如工程、商业和金融等领域）中使用。
下面大部分是关于二元运算，一个一元运算使用逆波兰记法的例子是阶乘的记法。

## 解释
逆波兰记法中，操作符置于操作数的后面。例如表达“三加四”时，写作“3 4 + ”，而不是“3 + 4”。如果有多个操作符，操作符置于第二个操作数的后面，所以常规中缀记法的“3 - 4 + 5”在逆波兰记法中写作“3 4 - 5 + ”：先3减去4，再加上5。使用逆波兰记法的一个好处是不需要使用括号。例如中缀记法中“3 - 4 * 5”与“（3 - 4）*5”不相同，但后缀记法中前者写做“3 4 5 * - ”，无歧义地表示“3 (4 5 *) -”；后者写做“3 4 - 5 * ”。
逆波兰表达式的解释器一般是基于堆栈的。解释过程一般是：操作数入栈；遇到操作符时，操作数出栈，求值，将结果入栈；当一遍后，栈顶就是表达式的值。因此逆波兰表达式的求值使用堆栈结构很容易实现，并且能很快求值。
注意：逆波兰记法并不是简单的波兰表达式的反转。因为对于不满足交换律的操作符，它的操作数写法仍然是常规顺序，如，波兰记法“/ 6 3”的逆波兰记法是“6 3 /”而不是“3 6 /”；数字的数位写法也是常规顺序。

## 与中缀记法的转换
艾兹格·迪科斯彻引入了调度场算法，用于将中缀表达式转换为后缀形式。因其操作类似于火车編組場而得名。
大多数操作符优先级解析器(解析器用简单的查表操作即可实现，优先级表由开发者自己定制，在不同的应用场景中，开发者可自由改变操作符的优先级)能转换为处理后缀表达式，实际中，一般构造抽象语法树，树的后序遍历即为逆波兰记法。

## 逆波兰表达式求值

### 伪代码
- while 有输入
  - 读入下一个符号X
  - IF X是一个操作数
    - 入栈

  - ELSE IF X是一个操作符
    - 有一个先验的表格给出该操作符需要n个参数
    - IF堆栈中少于n个操作数
      - （错误） 用户没有输入足够的操作数

    - Else，n个操作数出栈
    - 计算操作符。
    - 将计算所得的值入栈
- IF栈内只有一个值
  - 这个值就是整个计算式的结果
- ELSE多于一个值
  - （错误） 用户输入了多余的操作数

### 例子
中缀表达式“5 + ((1 + 2) * 4) - 3”写作
5 1 2 + 4 * + 3 - 
下表给出了该逆波兰表达式从左至右求值的过程，堆栈栏给出了中间值，用于跟踪算法。
| 输入 | 操作     | 堆栈    | 注释                    |
| ---- | -------- | ------- | ----------------------- |
| 5    | 入栈     | 5       |                         |
| 1    | 入栈     | 5, 1    |                         |
| 2    | 入栈     | 5, 1, 2 |                         |
| +    | 加法运算 | 5, 3    | 1, 2出栈，将结果3入栈   |
| 4    | 入栈     | 5, 3, 4 |                         |
| *    | 乘法运算 | 5, 12   | 3, 4出栈，将结果12入栈  |
| +    | 加法运算 | 17      | 5, 12出栈，将结果17入栈 |
| 3    | 入栈     | 17, 3   |                         |
| -    | 减法运算 | 14      | 17, 3出栈，将结果14入栈 |

计算完成时，栈内只有一个操作数，这就是表达式的结果：14

## C++程序实现
```
#include
 
<iostream>

#include
<queue>

#include
<stack>

#define ERROR 0

#define OK 1

using
 
namespace
 
std
;

typedef
 
int
 
Staus
;

typedef
 
double
 
ElemType
;

bool
 
Get_ops
(
stack
<
ElemType
>*
 
st
,
 
ElemType
*
 
op1
,
 
ElemType
*
 
op2
)

{

	
if
 
(
st
->
size
()
 
<
 
2
)

		
return
 
ERROR
;

	
*
op1
 
=
 
st
->
top
();

	
st
->
pop
();

	
*
op2
 
=
 
st
->
top
();

	
st
->
pop
();

	
return
 
OK
;

}

Staus
 
Solve
(
stack
<
ElemType
>*
 
st
,
 
char
 
oper
)

{

	
bool
 
flag
 
=
 
0
;

	
ElemType
 
oper1
,
 
oper2
;

	
flag
 
=
 
Get_ops
(
st
,
 
&
oper1
,
 
&
oper2
);

	
if
 
(
flag
)

	
{

		
switch
 
(
oper
)

		
{

		
case
(
'+'
):
st
->
push
(
oper2
 
+
 
oper1
);
 
break
;

		
case
(
'-'
):
st
->
push
(
oper2
 
-
 
oper1
);
 
break
;

		
case
(
'*'
):
st
->
push
(
oper2
 
*
 
oper1
);
 
break
;

		
case
(
'/'
):
if
 
(
!
oper1
)

		
{

			
cout
 
<<
 
"Divide by 0！"
 
<<
 
endl
;

			
return
 
ERROR
;

		
}

				 
else
 
st
->
push
(
oper2
 
/
 
oper1
);

			
break
;

		
case
(
'^'
):
st
->
push
(
pow
(
oper2
,
 
oper1
));
 
break
;

		
}

	
}

	
else
 
return
 
ERROR
;

	
return
 
OK
;

}

int
 
main
()

{

	
stack
<
ElemType
>
 
suffix
;

	
char
 
c
;

	
ElemType
 
t
;

	
c
 
=
 
getchar
();

	
while
 
(
c
 
!=
 
'#'
)

	
{

		
switch
 
(
c
)

		
{

		
case
(
' '
):
break
;

		
case
(
'+'
):;

		
case
(
'-'
):;

		
case
(
'*'
):;

		
case
(
'/'
):;

		
case
(
'^'
):
Solve
(
&
suffix
,
 
c
);
 
break
;

		
default
:
ungetc
(
c
,
 
stdin
);

			
cin
 
>>
 
t
;

			
suffix
.
push
(
t
);

		
}

		
c
 
=
 
getchar
();

	
}

	
cout
 
<<
 
suffix
.
top
()
 
<<
 
endl
;

	
return
 
0
;

}

```

上述运算可以重写为如下运算链方法（用于HP的逆波兰计算器）：
1 2 + 4 * 5 + 3 -

## 实现
第一代实现了逆波兰架构的电子计算机是英国电气公司1963年交付使用的KDF9和美国的Burroughs B5000。Friden公司在它1963年推出的EC-130中，将逆波兰表达式引入了台式计算器市场。惠普1968年设计了9100A逆波兰计算器，首台手持式计算器HP-35也使用逆波兰表达式，惠普在HP-10A之前的所有手持计算器（包括科学计算，金融和可编程）中使用了逆波兰表达式，并在1980年代晚期的LCD显示计算器如HP-10C, HP-11C, HP-15C, HP-16C，等都是用了逆波兰表达式。

## 实际意义
- 当有操作符时就计算，因此，表达式并不是从右至左整体计算而是每次由中心向外计算一部分，这样在复杂运算中就很少导致操作符错误。
- 堆栈自动记录中间结果，这就是为什么逆波兰计算器能容易对任意复杂的表达式求值。与普通科学计算器不同，它对表达式的复杂性没有限制。
- 逆波兰表达式中不需要括号，用户只需按照表达式顺序求值，让堆栈自动记录中间结果；同样的，也不需要指定操作符的优先级。
- 逆波兰计算器中，没有“等号”键用于开始计算。
- 逆波兰计算器需要“确认”键用于区分两个相邻的操作数。
- 机器状态永远是一个堆栈状态，堆栈里是需要运算的操作数，栈内不会有操作符。
- 教育意义上，逆波兰计算器的使用者必须懂得要计算的表达式的含义。

目前逆波兰的实现有：
- 任何基于栈的程序语言：
  - Forth
  - Factor
  - PostScript语言。
- 线上的逆波兰计算器
- Windows下逆波兰计算器
- Windows XP下的Microsoft PowerToy calculator （页面存档备份，存于）
- 手机逆波兰计算器 （页面存档备份，存于）开源的JAVA计算器
- Palm PDA下的逆波兰计算器 （页面存档备份，存于）
- Mac OS X计算器
- Mac OS X和iPhone下的逆波兰计算器 （页面存档备份，存于）
- Unix下的计算程序dc
- 交互式JavaScript的逆波兰计算器： （页面存档备份，存于）和
- Wikibooks:Ada Programming/Mathematical calculations (Ada语言中的逆波兰计算器)
- Emacs的lisp lib包: calc
- 基于GTK+的galculator （页面存档备份，存于）
- 表达式转换 （页面存档备份，存于）
- scratch